# Ichneumon ignobilis
Ichneumon ignobilis là một loài tò vò trong họ Ichneumonidae.